# Los últimos de Inglaterra
Los últimos de Inglaterra , o Adiós a Inglaterra —cuyo título en inglés es The Last of England— es una de las pinturas más famosas de Ford Madox Brown, artista inglés vinculado a la Hermandad Prerrafaelita. Representa a dos emigrantes que dejan Inglaterra para comenzar una nueva vida en Australia con su bebé. Esta obra se halla en el Museo y Galería de Arte de Birmingham. Existen dos réplicas: una pintura al óleo en el Museo Fitzwilliam. y una acuarela en la Tate Britain.

## Introducción
A mediados del siglo XIX, la pérdida de las formas tradicionales de vida —debido a la industrialización— provocó una emigración masiva desde el Reino Unido al extranjero, especialmente a lugares del Imperio británico. Brown comenzó la pintura en 1852 inspirado por la partida de su amigo, el escultor y poeta Thomas Woolner, que había emigrado a Australia en julio de ese año buscando fortuna allí, ya que sus obra se vendían muy mal en Inglaterra. Woolner regresó a Inglaterra en julio de 1854, antes de la finalización de esta pintura.

## Análisis de la obra
- Museo y Galería de Arte de Birmingham;[3]
- Pintura al óleo sobre tabla;
- Formato ovalado de dimensiones 82,5 x 75 cm;
- Datación: 1855;
- Firmado; F Madox Brown, 1855;
- Inscripción sobre el marco: An. Dom. 1852 The Last of England .

Esta obra tiene las características propias del Prerrafaelismo: color brillante, poca atención al claroscuro, y representación minuciosa de los detalles, a las que el pintor añade una sensibilidad social. El formato es casi circular, vista como a través de un telescopio. Las dos figuras principales son un autorretrato de Madox Brown y un retrato de su esposa, Emma. La pareja mira al frente impasible, ignorando los acantilados de Dover que aparecen en la parte superior derecha de la imagen, con un pequeño navío delante. Están acurrucados bajo una sombrilla que los resguarda del viento y de las gotas de agua. La vestimenta de ambos y el paquete de libros a su lado, indican que son cultos y de clase media.
El marido lleva un grueso abrigo y un sombrero de la misma cualidad. Se ha subido el cuello del abrigo, dentro del cual lleva su mano izquierda, mientas que con la derecha estrecha la mano de su esposa. Su aspecto sombrío refleja las dificultades por la que pasaba entonces el pintor. El rostro de la mujer refleja infelicidad, pero es decidido y fuerte. Se ha quitado el guante de la mano izquierda, con la cual estrecha los diminutos dedos de su bebé  —oculto dentro del manto— para impartirle calor. Su otra mano —enguantada— aprieta la de su esposo en un gesto de aliento. Su pálido rostro y su cabello partido en el centro, recuerdan el de ciertas madonnas italianas del.siglo XV, efecto acentuado por el arco de su sombrero, que forma una especie de nimbo. Las ráfagas de viento arrastran hacia la izquierda la cinta rosa del sombrero y algunos mechones del pelo.
El mar —muy agitado— tiene un color gris verdoso, y el cielo es de un gris frío y apagado. Para capturar el aspecto de las personas y de los objetos en un día nublado en el mar, el pintor se retrató si mismo y a su esposa al aire libre, en días desapacibles. En primer plano, una hilera de coles cuelgan de una red en la borda del barco, provisiones para el largo viaje. Al fondo hay otros pasajeros, entre ellos un par de hombres borrachos, uno de los cuales agita un puño, según Brown, maldiciendo a su tierra natal. También está presente otra familia, honesta, cuyo padre es apenas visible, excepto por la pipa que sostiene; Una mujer atiende a una niña rubia —que come una manzana— cuyo rostro parece ser el de Catherine Madox Brown, nacida en 1850. En el fondo a la izquierda, un hombre está preparando la comida, tras un bote salvavidas blanco, que tiene el nombre de Eldorado.

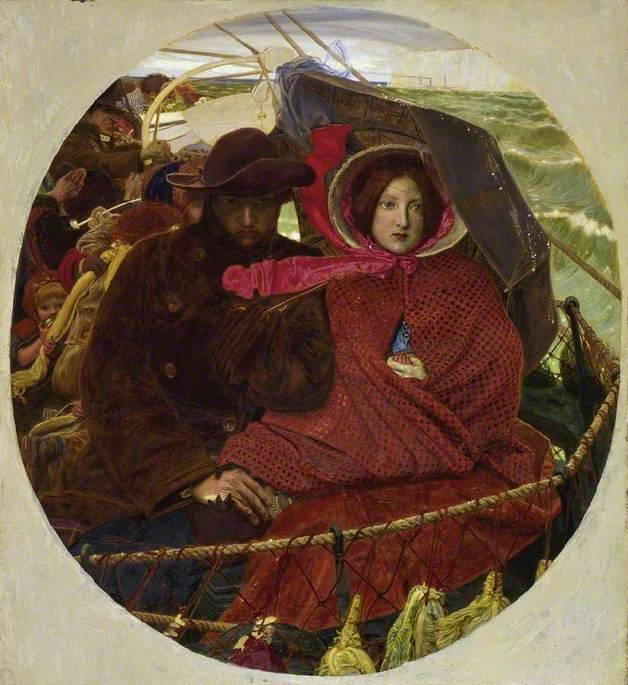
Versión del Fitzwilliam Museum

## Otras versiones

### Versión del museo Fitzwilliam
- Cambridge, Museo Fitzwilliam;[7]
- Pintura al óleo sobre ienzo;
- Formato ovalado de dimensiones 46,4 x 42,3 cm;
- Datación: 1860;
- Firmado; F MADOX BROWN 1860, abajo a la derecha,

En esta versión, el colorido general es más apagado, y el vestido de la mujer no es anaranjado sino marrón, y su chal no es gris, sino rosado con cuadraditos rojos.

### Versión de la Tate Britain
- Versión de la Tate GalleryLondres, Tate Britain;
- Acuarela sobre papel;

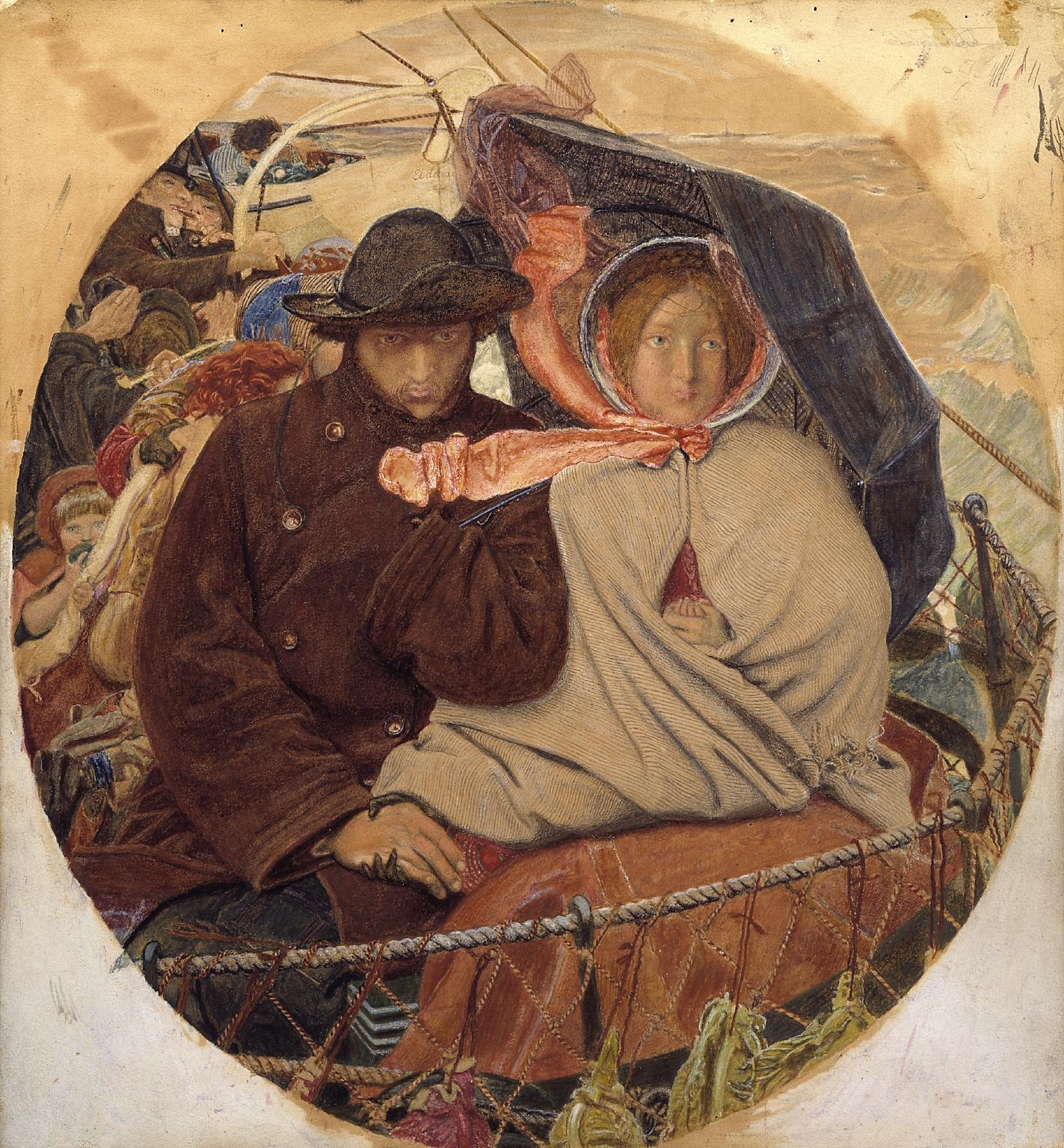
Versión de la Tate Gallery

- Formato ovalado de dimensiones 35,6 x 33 cm;
- Datación: 1864-1866,[8]

En esta versión el abrigo de la mujer es de color gris, y el colorido en general es bastante más apagado que el de las versiones anteriores.